# Pleopodias
Pleopodias är ett släkte av kräftdjur. Pleopodias ingår i familjen Cymothoidae.
Kladogram enligt Catalogue of Life:
| Pleopodias | \| \| Pleopodias diaphus \| \| \| \| \| \| Pleopodias elongatus \| \| \| \| \| \| Pleopodias superatus \| \| \| \| \| \| Pleopodias vigilans \| \| \| \| |
|            | \| \| Pleopodias diaphus \| \| \| \| \| \| Pleopodias elongatus \| \| \| \| \| \| Pleopodias superatus \| \| \| \| \| \| Pleopodias vigilans \| \| \| \| |
|            | Pleopodias diaphus |
|            | |
|            | Pleopodias elongatus |
|            | |
|            | Pleopodias superatus |
|            | |
|            | Pleopodias vigilans |
|            | |